# Zamarada penthesis
Zamarada penthesis là một loài bướm đêm trong họ Geometridae.